# 전문 용어
전문 용어(專門用語, terminology) 또는 학술 용어(學術用語)는 특정 학문과 관련하여 쓰이는 특수한 단어나 의미의 그룹을 위한 단어이며, 이러한 이용을 다루는 학문 분야의 의미로도 쓰이는데 이는 구체적으로 전문용어학(terminology science)으로 부른다.

## 같이 보기
- 은어 (언어학)